# Tanaecia visandra
Tanaecia visandra är en fjärilsart som beskrevs av Corbet 1942. Tanaecia visandra ingår i släktet Tanaecia och familjen praktfjärilar. Inga underarter finns listade i Catalogue of Life.